# Border: Carnival
Border: Carnival – drugi minialbum południowokoreańskiej grupy Enhypen, wydany 26 kwietnia 2021 roku przez wytwórnię Belift Lab. Płytę promował singel „Drunk-Dazed”.

## Lista utworów
| CD | CD                                               | CD | CD                       | CD      |
| Nr | Tytuł utworu                                     | Tekst | Producent                | Długość |
| -- | ------------------------------------------------ | --- | ------------------------ | ------- |
| 1. | „Intro: The Invitation”                          | Wonderkid, Ca$hcow | Wonderkid                | 2:10    |
| 2. | „Drunk-Dazed”                                    | Wonderkid, LIL 27 CLUB, "Hitman" Bang, Melanie Fontana, Michel "Lindgren" Schulz                                                                           | Wonderkid, "Hitman" Bang | 3:13    |
| 3. | „Fever”                                          | "Hitman" Bang, Wonderkid, January 8th, CA$HCOW, danke, Cazzi Opeia, Alexander Karlsson                                                                     | Wonderkid, Ca$hcow       | 2:52    |
| 4. | „Not for Sale”                                   | Sermstyle, "Hitman" Bang, Jake Torrey, danke, Kang Eunjeong, Wyatt Sanders                                                                                 | Sermstyle, Wyatt Sanders | 3:01    |
| 5. | „Byeolangan (Mixed Up)” (kor. 별안간 (Mixed Up)) | hin Kung, Wonderkid, Jo Yoon-kyung, Denzil "DR" Remedios, January 8th, Lee Seuran, Kang Eunjeong, Wyatt Sanders, Yi Yijin, Cazzi Opeia, Alexander Karlsson | Shin Kung, Wonderkid     | 3:03    |
| 6. | „Outro: The Wormhole”                            | Wonderkid | Wonderkid                | 1:34    |

## Notowania
| Lista                                    | Pozycja |
| ---------------------------------------- | ------- |
| Gaon Weekly Album Chart                  | 1       |
| Austrian Albums (Ö3 Austria)             | 24      |
| Belgian Albums (Ultratop Flanders)       | 17      |
| Belgian Albums (Ultratop Wallonia)       | 44      |
| Dutch Albums (Album Top 100)             | 26      |
| Finnish Albums (Suomen virallinen lista) | 14      |
| German Albums (Offizielle Top 100)       | 26      |
| Hungarian Albums (MAHASZ)                | 19      |
| Italian Albums (FIMI)                    | 47      |
| Oricon Weekly Album Chart (Japonia)      | 1       |
| Billboard Japan Hot Albums               | 1       |
| Polish Albums (ZPAV)                     | 28      |
| Swiss Albums (Schweizer Hitparade)       | 64      |
| Billboard 200                            | 18      |
| World Albums (Billboard)                 | 1       |

## Nagrody w programach muzycznych
| Program               | Data        | Źródło |
| --------------------- | ----------- | ------ |
| Music Bank (KBS2)     | 4 maja 2021 | [ 10 ] |
| Show Champion (MBC M) | 5 maja 2021 | [ 11 ] |
| The Show (SBS MTV)    | 7 maja 2021 | [ 12 ] |

## Sprzedaż
| Kraj             | Sprzedaż |
| ---------------- | -------- |
| Japonia          | 132 502+ |
| Korea Południowa | 846 528+ |
| USA              | 20 000+  |